# Оганов, Сергей Аванесович
Сергей Аванесович Оганов (7 ноября 1927, Баку, СССР — 1 марта 2022, Москва, Россия) — доктор технических наук, профессор, советский и российский ученый в области бурения нефтяных и газовых скважин.

## Биография
В 1950 г. окончил Азербайджанский индустриальный институт (АзИИ) по специальности «Горный инженер по разработке нефтяных и газовых месторождений». Трудовую деятельность начал в системе объединения «Каспморнефтегазпром» и проработал в должностях инженера, начальника участка, начальника производственно-технического отдела конторы морского бурения.
В 1957 г. завершил учёбу в аспирантуре при кафедре бурения нефтяных и газовых скважин АзИИ и защитил кандидатскую диссертацию: «Вопросы теории и практики бурения наклонных скважин».
С 1958 по 1969 г. — главный инженер конторы бурения НГДУ им. Серебровского (о. Песчанный).
В 1968 г. Оганов С. А. первым в Советском Союзе разработал технико-технологические решения бурения наклонно-направленной скважины 782 с большим отходом от вертикали (2320 м) на месторождении Нефтяные камни. Скважина 782 имела глубину по вертикали 2470 м и протяженность по стволу 3300 м. Это рекордное достижение и разработка новой технологи и бурения скважин было отмечено присуждением звания Оганову С. А. лауреата Государственной премии Азербайджанской ССР.
В 1960—1962 гг. — руководитель группы советских специалистов буровиков-разведчиков нефтяных и газовых месторождений в штате Гуджерат в Республике Индия.
Оганов С. А. внес значительный вклад в развитие нефтяной и газовой промышленности Индии. Под его научно-техническим руководством было открыто одно из крупнейших в этой стране газовых месторождений — Гандинагар.
С 1969 по 1972 гг. — доцент кафедры бурения АзИНЕФТЕХИМ им. М. Азизбекова.
В 1972 г. защитил докторскую диссертацию: «Разработка и внедрение рациональной технологии бурения глубоких наклонных скважин» и в 1973 г. получил звание профессора.
С 1973 по 1989 гг. — профессор кафедры бурения нефтяных и газовых скважин АзИНЕФТЕХИМ им. М. Азизбекова и одновременно научный руководитель проблемной лаборатории сверхглубокого бурения наклонных скважин. В этот период читал лекции по основным дисциплинам специальности, занимался подготовкой специалистов всех уровней.
С 1980 по1982 гг. — директор института с советской стороны по организации научно-исследовательского института бурения в г. Дехрадун, штат Уттаракханд, Республика Индия.
В 1989 г., в связи с началом армяно-азербайджанских национальных конфликтов, Оганов С. А. уволился из АзИНЕФТЕХИМа им. М. Азизбекова и переехал в Москву, где был приглашен на работу во Всесоюзный (Всероссийский) научно-исследовательский институт организации, управления и экономики нефтегазовой промышленности («ВНИИОЭНГ»), где возглавил лабораторию проектирования строительства скважин. Вплоть до 2020 г. являлся ведущим сотрудником «ВНИИОЭНГ», выполняя работы для нефтегазовых и угледобывающих компаний страны. Особо надо отметить его совместные работы с ООО «НГБ-Энергодиагностика», экспертизы проектных и технических документаций для компании «Сахалинская Энергия» и других объектов различных организаций о. Сахалина, где особо проявились уникальные знания российских специалистов.

## Деятельность
Как уже отмечалось, именно под руководством профессора Оганова С. А. в нашей стране была создана уникальная технология проводки наклонно-направленных скважин с большим отходом от вертикали, что в настоящее время стало генеральным вектором развития современных методов освоения шельфовых месторождений (в том числе рекордных скважин о. Сахалин). Сочетая инженерные разработки с теоретическими исследованиями, Оганов С. А. создал новые научные основы расчета профиля и выбора компоновок низа бурильной колонны, обеспечивающие эффективную проводку наклонных и горизонтальных скважин в сложных горно-геологических условиях. Внес значительный вклад в развитие нефтяной и газовой промышленности СССР/России и Индии.
Оганов С. А. создал целую школу нефтяников-буровиков, работающих в настоящее время как в России, так и во многих странах ближнего и дальнего зарубежья (Индия, Индонезия, Ирак, Сирия, Вьетнам, Казахстан, Сербия и др.). Является основателем династии ученых-специалистов в области строительства нефтяных и газовых скважин: Оганов Александр Сергеевич и Оганов Гарри Сергеевич — оба доктора технических наук, профессоры.
Награждён рядом орденов и медалей, в том числе: лауреат Государственной премии Азербайджанской ССР в области науки и техники, почетный работник газовой промышленности РФ, отличник нефтяной промышленности РФ.

## Научные труды
Автор более 170 научных работ и патентов в области техники и технологии направленного и горизонтального бурения нефтегазовых скважин.
Наиболее известные работы и публикации:
- 1. Оганов С. А., Оганов Г. С. Проектирование профиля наклонно-направленной скважины с большим отклонением от вертикали. — Строительство нефтяных и газовых скважин на суше и на море, 2003. — № 2, с. 7.
- 2. Оганов С. А. Энциклопедический справочник по бурению на нефть и газ. — Москва, 2006.
- 3. Оганов С. А., Студенский М. Н. Оценка сил сопротивления, возникающих в скважинах при строительстве на Ашальчинском месторождении природных битумов. — Строительство нефтяных и газовых скважин на суше и на море, 2007. — № 11, с. 5-11.
- 4. Оганов С. А., Студенский М. Н. Проектирование профиля «сквозной» горизонтальной скважины на битумные отложения. — Строительство нефтяных и газовых скважин на суше и на море, 2007. — № 10, с. 2-7.
- 5. Тахаутдинов Ш. Ф., Ибрагимов Н. Г., Студенский М. Н., Ахмадишин Ф. Ф., Оганов С. А., Зубарев В. И. Проблемы горизонтального бурения на залежи битумов. — Нефтяное хозяйство, 2007. — № 7, с. 30-34.
- 6. Оганов С. А., Оганов А. С. Проектирование компоновки низа бурильной колонны для предупреждения искривления ствола вертикальной скважины и вертикального участка профиля наклонно-направленной скважины. — Вестник Ассоциации буровых подрядчиков, 2008. — № 3, с.5-9.
- 7. Оганов С. А., Оганов Г. С. Технология бурения направленных скважин с большим отклонением забоя от вертикали. — Москва, 2008.
- 8. Оганов С. А. Предупреждение и борьба с искривлением ствола вертикальной скважины и вертикального участка наклонно-направленной скважины. — Оборудование и технологии для нефтегазового комплекса, 2009. — № 2, с. 53-56.
- 9. Оганов С. А. Расчет гидродинамического давления в скважине при спуске бурильной(обсадной) колонны. — Оборудование и технологии для нефтегазового комплекса, 2009. — № 6, с. 52-55.
- 10. Оганов С. А. Проектирование строительства неглубоких горизонтальных скважин. -Оборудование и технологии для нефтегазового комплекса, 2011. — № 1, с. 46-52.
- 11. Оганов С. А., Костеренко В. Н., Садов А. П., Байсаров Э. Э. Строительство горизонтальной скважины с дневной поверхности в условиях блока № 4 шахты им. С. М. Кирова. — Оборудование и технологии для нефтегазового комплекса, 2011. — № 6, с. 35-43.
- 12. Оганов С. А., Байсаров Э. Э., Лабазанов С. Х. Мобильная самоходная буровая установка блочно-модульного исполнения с наклонной вышкой и реечным механизмом передвижения силового вертлюга. — Проблемы экономики и управления нефтегазовым комплексом, 2012. — № 5, с. 51-54.
- 13. Oganov S.A., Baisarov E.E., Labazanov S.Kh. Achievement of high technical and economic indicators of horizontal wells construction. — Проблемы экономики и управления нефтегазовым комплексом,2012. — № 5, с. 126.
- 14. Оганов С. А., Костеренко В. Н., Байсаров Э. Э., Лабазанов С. Х. Строительство горизонтальных скважин с дневной поверхности для дегазации шахтного метана с целью предупреждения внезапных выбросов метана и обеспечения эффективного управления газовыделением на выемочных участках, а также для решения задач защиты горных выработок от водопритоков с применением инновационной техники — многофункциональной мобильной наклонной буровой установки. — Энергетическая безопасность России. Новые подходы к развитию угольной промышленности. Труды международной научно-практической конференции, 2013. — с. 309—313.
- 15. Оганов С. А., Костеренко В. Н., Садов А. П., Байсаров Э. Э. Строительство горизонтальных скважин с дневной поверхности для дегазации угольных шахт с целью предупреждения внезапных выбросов метана и обеспечения эффективного управления газовыделением на выемочных участках, а также для решения задач защиты горных выработок от водопритоков. — Оборудование и технологии для нефтегазового комплекс, 2014. — № 1. с. 36-41.
- 16. Оганов С. А., Надеин В. А. К проблеме возникновения межколонного давления в нефтегазовой скважине. — Оборудование и технологии для нефтегазового комплекса, 2014. — № 5, с. 29-34.
- 17. Андреев А. Ф., Оганов С. А., Оганова И. А. Пути повышения эффективности и снижения рисков строительства нефтегазовых скважин. — Проблемы экономики и управления нефтегазовым комплексом, 2015. — № 8, с. 36-40.
- 18. Воронин А. А., Волков Ю. И., Изотов А. А., Вершинина О. О., Костеренко В. Н., Оганов С. А. Инновационный способ осушения горных выработок с применением техники и технологии горизонтального направленного бурения. — Чёрная металлургия. Бюллетень научно-технической и экономической информации, 2015. — № 9, с. 9-12.
- 19. Оганов С. А. Научно-технические достижения ОАО «ВНИИОЭНГ» в области строительства нефтегазовых скважин (ОАО «ВНИИОЭНГ» — 50 лет). — Строительство нефтяных и газовых скважин на суше и на море, 2015. — № 10, с. 4-10.
- 20. Попов А. Н., Оганов С. А., Исмаков Р. А. Общие сведения о скважине — Технология бурения нефтяных и газовых скважин: Учебник для студентов вузов: в 5 томах. — Тюмень, 2017. — с. 71-82.

Основные патенты и изобретения:
- 1. Гулизаде М. П., Оганов С. А., Мамедтагизаде А. М., Сакович Э. С., Алиев Н. А. Центратор для забойных двигателей и УБТ. SU № 840275 A1, 1981 г.
- 2. Гулизаде М. П., Оганов С. А., Мамедов Я. Г., Гасанов И. З. Устройство для ориентирования отклонителя. SU № 1521846 A1, 1989 г.
- 3. Оганов С. А. Способ регулирования энергетической характеристики гидравлического забойного двигателя. RU № 2027840 C1, 1995 г.